# Hellinkarit
Hellinkarit eller Selkäkarit är öar i Finland. De ligger i Finska viken och i kommunen Pyttis i landskapet Kymmenedalen, i den södra delen av landet. Öarna ligger nära Kotka och omkring 110 kilometer öster om Helsingfors.
Arean för den av öarna koordinaterna pekar på är 0,4 hektar och dess största längd är 140 meter i öst-västlig riktning. Närmaste större samhälle är Kotka, 7,6 km nordost om Hellinkarit.

## Klimat
Inlandsklimat råder i trakten. Årsmedeltemperaturen i trakten är 5 °C. Den varmaste månaden är augusti, då medeltemperaturen är 16 °C, och den kallaste är januari, med −4 °C.